# VTuber賞
VTuber賞（ブイチューバーしょう、The VTuber Awards）は、タレントマネジメント会社Mythic Talentが主催する、バーチャルYouTuber業界において優秀な成績を収めた対象に贈られる賞。2023年に初めて開催された。可愛さや面白さだけでなく、技術的な側面を評価する部門があるのが特徴。

## 選考過程
参加者には、候補を推薦する機会が与えられ、その後、部門ごとに一人の受賞者が選出される。

## 2023年度VTuber賞
2023年度VTuber賞は、2023年12 月16日にカリフォルニア州ロサンゼルスのWePlay Esports Arenaで開催された。通常はeスポーツで使われるホールでFilianが司会をし、彼女のTwitchチャンネルで中継された。Filianの所属事務所であるMythic Talentが式典のプロデューサーを務めた。
ストリーミー賞にはVTuberを専門とした部門があり、The Game Awards 2023ではVTuberがコンテンツクリエイター・オブ・ザ・イヤーを受賞したが、VTuber賞は『TechCrunch』のモーガン・ソンによれば、「VTuberにとってこの種の賞の最初の一つ」だった。VTuber賞の発想について、Filianは「どの授賞式でも、VTuberはしばしば脇役として扱われたり、時にはユニークで奇妙なものとして扱われたりするため、VTuber賞の発想は『自分たちだけでショーを開催しないか？』という所から始まった」と述べている。
当初は現実のステージで開催される予定だったが、WePlay Studiosのチーフ・ビジョナリー・オフィサーであるマクシム・ビロノゴフによると、「方法的にも、哲学的にも正しくない」という理由で却下され、Unreal Engineで設計されたバーチャルステージで開催されることとなった。Filianによると、総額約10万ドルとなった費用の半分をWePlay Studiosが負担し、残額はMythic TalentとFilianで折半した。
VShojo所属のVTuber、アイアンマウスが3部門で受賞し、ゼントレヤが3部門でノミネートした。マタラ・カン 、へにゃ・ざ・じーにあす、プロジェクト メロディなど、他のVShojoのVTuberも賞やノミネートを獲得した。『Anime News Network』の MrAJCosplayは、プロジェクト メロディによる「色っぽいVTuber賞」の受賞スピーチを「コミュニティが社会的障壁を打破するという点について語った素晴らしいスピーチ」と賞賛した。
ホロライブプロダクションとその所属VTuber は、2023年度VTuber賞で「VTuberグループ賞」を含む9つの賞を受賞し、いくつかの部門でノミネートした。にじさんじのVTuberも、セレン龍月が獲得した「FPS VTuber賞」や「ゲーマー賞」を含め、いくつかの賞やノミネートを獲得した。シャイリリーは、アイアンマウスに「Miss VTuber賞」を贈った他、「雑談VTuber賞」を受賞した。

### 受賞者とノミネート
受賞者は最初に表記され、太字で強調表示され、が付けられている。
| 音楽VTuber賞 - 森カリオペ - 星街すいせい - Akuma Nihmune - obkatiekat                                                                            | アートVTuber賞 - 一伊那尓栖 - Anny - Yoclesh - Yuniiho                                                                       |
| FPS VTuber賞 - セレン龍月 - Apricot (Froot) - 獅白ぼたん - 闇ノシュウ                                                                            | Minecraft VTuber賞 - カエラ・コヴァルスキア - セレス・ファウナ - へにゃ・ざ・じーにあす - ぽむ・れいんぱふ                   |
| ロールプレイ/ASMR VTuber賞 - セレス・ファウナ - CottontailVA - Sinder - ヴォックス・アクマ                                                       | 雑談VTuber賞 - シャイリリー - Gosegu - マタラ・カン - 小鳥遊キアラ                                                           |
| 技術VTuber賞 - Vedal987 - CodeMiko - プロジェクト メロディ - ゼントレヤ                                                                          | 面白いVTuber賞 - chibidoki - 黒紅 - MurderCrumpet - ゼントレヤ                                                               |
| カオスVTuber賞 - こぼ・かなえる - chibidoki - ピップキンピッパ - Trickywi                                                                        | 独自性賞 - フワモコ - 宝鐘マリン - Onigiri - ゼントレヤ                                                                      |
| 隠れた原石賞 - Fufu - Caelum - Kaichinzu - Omi                                                                                                   | 新人賞 - へにゃ・ざ・じーにあす - Bbyruthless - Camila - Sinder                                                              |
| Miss VTuber賞 - アイアンマウス - AmaLee - エリーラ・ペンドラ - Silvervale                                                                        | VTuberグループ賞 - ホロライブプロダクション - Idol - にじさんじ - VShojo                                                     |
| 新興VTuberグループ賞 - Phase Connect - V-Dere - VchiBan - 3AM                                                                                    | 切り抜き師賞 - Cooksie - Low Effort Clips - Roach Chan. - Sakasandayo                                                        |
| VTuberの親賞 - 2wintails - Dyarikku - Iron Vertex - jjinomu                                                                                      | ファンベース賞 - がうる・ぐらのChumbuds - ShotoのGuildies - ヴォックス・アクマのKindred - Akuma NihmuneのNoombas             |
| 慈善イベント賞 - ミカ・メラティカの60時間チャリティマラソン - Vexoriaの乳がん研究財団チャリティ配信 - ヴォックス・アクマのセーブ・チャリティ配信 | コンサートイベント賞 - Connect the World – ホロライブ English - Candy Pop Explosion – VShojo - Isegye Festival – ISEGYE IDOL |
| 配信イベント賞 - アイアンマウスサバソン - ホロライブスポーツフェスティバル - VSaikyo                                                             | 配信ゲーム賞 - スイカゲーム - バルダーズ・ゲート3 - ホロキュア - Only Up!                                                    |
| 色っぽいVTuber賞 - プロジェクト メロディ - CottontailVA - FeFe - Saruei                                                                          | ゲーマー賞 - セレン龍月 - 古石ビジュー - 葛葉 - Rainhoe                                                                      |
| VTuberオブザイヤー - アイアンマウス - 壱百満天原サロメ - シャイリリー - 兎田ぺこら                                                               | |
| 出典: | |